# Надя Філіпова
Надя Філіпова (болг. Надя Филипова; нар. 19 жовтня 1959) — болгарська спортсменка, рульова в академічному веслуванні, срібна призерка Олімпійських ігор 1980 з академічного веслування в четвірці розпашній з рульовим.

## Спортивна кар'єра
Надя Філіпова, маючи зріст 159 см і вагу 46 кг, брала участь в змаганнях з академічного веслування, виконуючи обов'язки рульової.
Дебютувала у болгарській національній команді на чемпіонаті світу 1979 року у складі четвірки розпашної з рульовим, де зайняла четверте місце.
На Олімпійських іграх 1980, за відсутності на Олімпіаді через бойкот ряду команд західних та ісламських країн, Філіпова у складі четвірки розпашної з рульовим у фінальному заїзді прийшла до фінішу другою, завоювавши разом з подругами Марійкою Модевою, Гінкою Гюровою, Іскрою Веліновою та Ритою Тодоровою срібну нагороду.
1981 року на чемпіонаті світу зайняла четверте місце у складі четвірки парної з рульовою, а 1983 року на чемпіонаті світу зайняла шосте місце у складі четвірки розпашної з рульовою.
Розглядалася в числі кандидатів на участь в Олімпійських іграх 1984, але Болгарія разом з декількома іншими країнами соціалістичного табору бойкотувала ці змагання через політичні причини. Філіпова виступила в альтернативній регаті Дружба-84, де завоювала срібну нагороду в четвірках розпашних з рульовою.